# Рейнхардт, Бенно
Бенно Эрнст Генрих Рейнхардт (14 мая 1819 — 11 марта 1852) — немецкий врач, работавший прозектором в больнице Шарите в Берлине. Он известен своим вкладом в патологию, особенно как соучредитель журнала Virchows Archiv.[1]
Рейнхардт родился в Нойштрелице, как восьмой ребенок Фридриха и Софии (урожденной Линеке) Рейнхард. Его отец был фармацевтом. Он получил образование в местной гимназии. В музыкальном классе он преуспел в игре на виолончели и был признанным тенором в школе. В 1839 году он сдал аттестат зрелости и изучал медицину в Берлинском университете. Он учился у выдающихся учителей того времени, таких как Фридрих Густав Якоб Хенле и Йоханнес Петер Мюллер. Здесь он познакомился со своим старшим и будущим сотрудником Рудольфом Вирховым. Он посвятил свой интерес зоологии и ботанике. Он уехал из Берлина в Галле в 1840 году, чтобы изучать анатомию и патологию под руководством Мейера, Блазиуса и Крукенберга. В 1843 году он вернулся в Берлин на свой последний семестр. В 1844 году он получил докторскую степень за трактат о симптоматике перитонита «Симптоматология перитонита».[1] В 1849 году он был назначен лектором и стал ассистентом в Берлинской благотворительной организации. В конце концов он сменил Рудольфа Вирхова (1821—1902) на посту прозектора больницы, должность, которую он занимал до своей смерти в 1852 году в возрасте 32 лет от туберкулеза легких.[2]
Бенно Рейнхардт специализировался в области патологической анатомии. В 1847 году вместе с Рудольфом Вирховым он основал Архив патологической анатомии и физиологии, и клинической медицины (Архив патологической анатомии, физиологии и клинической медицины), который позже был сокращен до Архива Вирхова.[3][4][5][6] После смерти Рейнхардта его исследования по патологической анатомии были составлены и отредактированы Рудольфом Лейбушером (1822—1861) [1].
Рекомендации
Ньюерла, Герхард Дж. (1939). «Бенно Рейнхардт, 1819—1852 — Биографическое исследование и вклад в раннюю историю архива Вирхова». Медицинский журнал Новой Англии. 221 (11): 419—423. doi: 10.1056/NEJM193909142211104.
Критч, П. (1993). «История прозекторского отделения Берлинской благотворительной организации. 4. Бенно Хернст Генрих Рейнхардт, прозектор Шарите, с 1849 по 1852 год». Центрблатт для патологии (на немецком языке). 139 (3): 269—276. PMID 8218128.
Критч, П. (1986). «Об истории музея патологии в Шарите в Берлине». Центрблатт для общей патологии у. Патологическая анатомия (на немецком языке). 131 (2): 145—152. PMID 3521143.
Браун, ТМ; Гонорар, E (2006). «Рудольф Карл Вирхов: ученый-медик, социальный реформатор, образец для подражания». Американский журнал общественного здравоохранения. 96 (12): 2104—2105. doi: 10.2105/ajph.2005.078436. ЧВК 1698150. PMID 17077410.
«Рудольф Людвиг Карл Вирхов». Кто это сделал?. Оле Даниэль Энерсен. Проверено 30 января 2015 года.
«Рудольф Людвиг Карл Вирхов». Энциклопедия мировой биографии, 2004. Проверено 30 января 2015 года.